# Hy Averback
Hy Averback (Minneapolis, Minnesota, Estats Units, 21 d'octubre de 1920 − Los Angeles, Califòrnia, 14 d'octubre de 1997) va ser un director, actor i productor estatunidenc.

## Filmografia

### Director
- 1957: The Real McCoys (sèrie TV)
- 1961: The Dick Powell Show (sèrie TV)
- 1964: The Rogues (sèrie TV)
- 1966: Chamber of Horrors
- 1968: Where Were You When the Lights Went Out ?
- 1968: I Love You, Alice B. Toklas!
- 1969: El gran robatori (The Great Bank Robbery)
- 1970: Suppose They Gave a War and Nobody Came?
- 1971: Eddie (TV)
- 1971: The Chicago Teddy Bears (sèrie TV)
- 1971: Columbo: Temporada 1, Episodi 4: Suitable for Framing (sèrie TV)
- 1972: The Don Rickles Show (sèrie TV)
- 1973: Columbo: Temporada 2, Episodi 6 A Stitch in Crime (sèrie TV)
- 1973: Topper Returns (TV)
- 1973: Keep an Eye on Denise (TV)
- 1973: Needles and Pins (sèrie TV)
- 1974: Moe and Joe (TV)
- 1974: The Rockford Files (sèrie TV)
- 1975: Big Eddie (sèrie TV)
- 1976: Popi (sèrie TV)
- 1976: City of Angels (sèrie TV)
- 1976: Richie Brockelman: The Missing 24 Hours (TV)
- 1977: The Love Boat II (TV)
- 1977: The Magnificent Magical Magnet of Santa Mesa (TV)
- 1977: The Rubber Gun Squad (TV)
- 1978: The New Maverick (TV)
- 1978: 'A Guide for the Married Woman (TV)
- 1978: Pearl (fulletó TV)
- 1979: The Dukes of Hazzard (sèrie TV)
- 1979: The Night Rider (TV)
- 1979: House Calls (sèrie TV)
- 1981: She’s in the Army Now (TV)
- 1981: The Girl, the Gold Watch & Dynamite (TV)
- 1982: Matt Houston (sèrie TV)
- 1983: Venice Medical (TV)
- 1984: The Four Seasons (sèrie TV)
- 1984: Where the Boys Are '84
- 1986: The Last Precinct (sèrie TV)

### Actor
- 1948: Because of Eve: Narrador
- 1951: Cry Danger de Robert Parrish: Harry, Bookie
- 1954: Meet Corliss Archer (sèrie TV): Narrador
- 1955: Francis in the Navy d'Arthur Lubin: Prescott
- 1955: The Benny Goodman Story de Valentine Davies: Willard Alexander
- 1952: Our Miss Brooks (sèrie TV): M.. Romero (1956)
- 1957: Four Girls in Town de Jack Sher: Bob Trapp
- 1967: How to Succeed in Business Without Really Trying de Frank Loesser: 2n Executiu junior
- 1968: Where Were You When the Lights Went Out ?
- 1968: I Love You, Alice B. Toklas!: Rabí

### Productor
- 1962: Ensign O’Toole (sèrie TV)
- 1966: Chamber of Horrors
- 1971: The Chicago Teddy Bears (sèrie TV)
- 1972: The Don Rickles Show (sèrie TV)
- 1975: Big Eddie (sèrie TV)
- 1977: The Magnificent Magical Magnet of Santa Mesa (TV)
- 1979: Brothers and Sisters (sèrie TV)

## Premis i nominacions

### Nominacions
- 1959: Primetime Emmy al millor director en sèrie còmica per The Real McCoys
- 1975: Primetime Emmy al millor director en sèrie còmica per M*A*S*H
- 1982: Primetime Emmy al millor director en sèrie còmica per M*A*S*H